# Catedral ortodoxa copta de San Marcos (Alejandría)

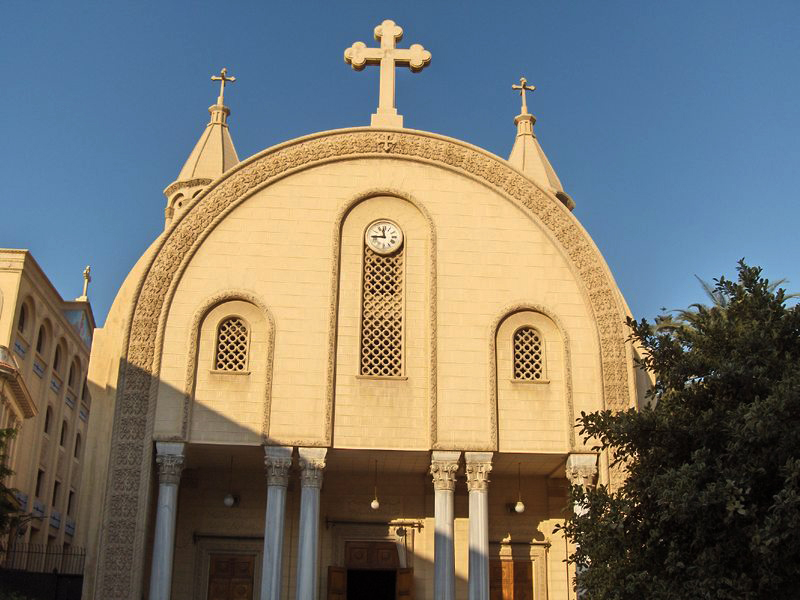
Catedral de San Marcos en Alejandría.

La Catedral Ortodoxa Copta de San Marcos o Catedral Ortodoxa Copta de San Marcos de Alejandría es una iglesia copta en Alejandría, Egipto. Es la sede histórica del Papa de Alejandría, cabeza de la Iglesia Ortodoxa Copta.
El Domingo de Ramos del 9 de abril de 2017, un terrorista del Estado Islámico detonó su cinturón suicida cargado de explosivos en la catedral, matando a 17 personas e hiriendo a 48.

## Historia

### Marcos el Evangelista
Marcos el Evangelista, o San Marcos para los cristianos, está considerado ser el autor de uno de los cuatro Evangelios canónicos del Nuevo Testamento. La Iglesia de Alejandría se habría fundado en el siglo I, según una tradición ampliamente cuestionada por la crítica moderna, y Marcos, discípulo de San Pedro, sería su primer patriarca, cuando llegó a Alejandría aproximadamente en el año 48, creando uno de los arzobispados más antiguos del mundo.
Marcos predicó y convirtió a muchos al Cristianismo, realizando muchos milagros hasta que fue martirizado en el año 68 cuando los seguidores de Serapis lo ataron a la cola de un caballo y lo arrastraron por las calles del distrito de Bokalia de Alejandría durante dos días hasta que su cuerpo fue despedazado. Fue enterrado debajo de la iglesia que había fundado él mismo.
La Iglesia de Alejandría se convirtió en una de las cinco iglesias de la Pentarquía a partir del siglo VI, cuando el emperador Justiniano la colocó en la tercera posición detrás de las de Roma y Constantinopla. La Iglesia Ortodoxa Copta es uno de los herederos de esta Iglesia.

## Reliquias de San Marcos
En 828, los mercaderes venecianos robaron las reliquias que se creía que eran del cuerpo de San Marcos y las llevaron a Venecia. Los coptos creen que la cabeza de San Marcos permanece en esta iglesia, y otras partes de sus reliquias están en la Catedral de San Marcos en El Cairo. El resto se encuentran en la Basílica de San Marcos de Venecia, Italia. Todos los años, el día 30 del mes de Paopi, la Iglesia Ortodoxa Copta celebra la conmemoración de la consagración de la iglesia de San Marcos y la aparición de la cabeza del santo en la ciudad de Alejandría. Esto tiene lugar en el interior de la Catedral Ortodoxa Copta de San Marcos en Alejandría, donde se conserva su cabeza.
La cabeza de San Marcos se movió de sitio varias veces durante siglos y se perdió hace más de 250 años. Algunas de las reliquias del cuerpo de San Marcos, sin embargo, fueron devueltas a Alejandría desde Roma en 1968 durante el papado del papa copto Cirilo VI.
La actual catedral copta de San Marcos es de fecha reciente, aunque la tradición establece que se encuentra en el sitio de la iglesia fundada por el propio San Marcos.

## La catedral
En 311, antes del martirio del papa Pedro I de Alejandría, este rezó una última oración en la tumba de San Marcos en la iglesia existente. La iglesia se amplió en 312 en la época del 18.º papa Áquila. Cuando los árabes entraron en Egipto en 641, la iglesia fue destruida. En 680, el papa Juan III de Alejandría reconstruyó la iglesia. En 828, el cuerpo de San Marcos fue robado por marineros venecianos y llevado a Venecia, aunque la cabeza de San Marcos permaneció aquí.
Esta catedral fue sede patriarcal hasta 1047. Su nombre en fuentes históricas es al-Muallaqa (Ahorcamiento) y también fue llamada al-Qamhah y está ahora en la calle Kanisset al-Aqbat. La iglesia, objeto de destrucciones y reconstrucciones a lo largo del tiempo, fue destruida nuevamente en 1219, durante el tiempo de las cruzadas, aunque luego fue reconstruida. El explorador francés del siglo XVI Pierre Belon menciona la fundación de la iglesia en 1547. Destruida una vez más por la campaña militar de Napoleón en Egipto en 1798, y reconstruido al estilo neobizantino en 1870. El edificio reciente data de 1952 cuando el patriarca Yusab II (1946-1956) celebró la primera misa. La última inauguración después de su expansión fue en 1990.